# La Bâtarde (film)
Pour plus de détails, voir Fiche technique et Distribution.
La Bâtarde est un film français réalisé par Jacques Daroy, sorti en 1938.

## Fiche technique
- Titre : La Bâtarde
- Autre titre : Le Mariage de Véréna
- Réalisation : Jacques Daroy
- Scénario et dialogues : Claude Revol, d'après le roman de Lisa Wenger (de)
- Photographie : Raoul Aubourdier
- Musique : Pierre Vellones
- Société de production : Producteurs associés
- Pays de production :  France
- Format : Noir et blanc — 35 mm — 1.37:1 — Son : Mono
- Durée : 87 minutes
- Date de sortie : 
  - France : 19 octobre 1938

## Distribution
- Jeanne Boitel : Véréna Rainer
- Pierre Larquey : Gustav Peters
- Gina Manès : Marianne
- France Ellys : Mademoiselle Peters
- Janine Borelli : Rési à 18 ans
- Colette Borelli : Rési à 9 ans
- René Daix : Stepp
- Gérard Férat : Resis Bräutigam
- Lucien Gonnot : le docteur Schwartz
- Mady Berry
- Odette Talazac